# Заводинка
Заво́динка (каз. Заводинка) — село у складі Алтайського району Східноказахстанської області Казахстану. Входить до складу Прибережної селищної адміністрації.
Населення — 85 осіб (2021; 116 у 2009, 173 у 1999, 147 у 1989).
Національний склад станом на 1989 рік:
- росіяни — 100 %